# Europäische Revue
Die Europäische Revue war eine konservative deutsche Monatszeitschrift, die von 1925 bis 1944 erschien und den Gedanken der europäischen Einigung vertrat. Ab 1933 geriet die Zeitschrift immer stärker unter Einfluss der deutschen Reichsregierung, die wesentliche Teile der Finanzierung bereitstellte und die Zeitschrift in ein Instrument für „unauffällige Propaganda, vor allem im Ausland“ im nationalsozialistischen Sinne umfunktionierte.

## Herausgeber und Förderer
Initiatoren der Zeitschrift und der „Schriftenreihe der Europäischen Revue“  waren der österreichische Publizist Karl Anton Rohan und die rheinische Industriellentochter und Mäzenin Lilly von Mallinckrodt-Schnitzler. Rohan war auch Herausgeber, bis er unter nationalsozialistischem Druck diese Position Ende des Jahres 1936 aufgab. Ab 1937 war Joachim Moras Herausgeber, zwischen 1938 und 1942 zusammen mit dem deutschnationalen Rittergutsbesitzer Axel von Freytagh-Loringhoven als Vorsitzendem des Redaktionsbeirates.
Namhafte Förderer fand die Zeitschrift in dem Unternehmen I.G. Farben, im Kölner Otto-Wolff-Konzern und beim Unternehmer Robert Bosch.

## Selbstverständnis
Bei ihrer Gründung verstand sich die Europäische Revue als politisch unabhängiges Organ. Herausgeber Rohan rief im Vorwort „alle Mitarbeiter und Leser auf zu neuem, zeitgemäßem von der Geschichte gefordertem Europäertum“ und erklärte zur Aufgabe der Zeitschrift: „Probleme klären und übersichtlich gestalten, indem sie die Meinungen der entscheidenden Menschen, ohne Rücksicht auf Nation, Partei und Weltanschauung einander gegenüberstellt und so den Stand der wichtigsten europäischen Probleme aufklärt; dabei wird sie versuchen, die Gegensätze derart anzuordnen, daß dadurch der übernationale Zusammenhang Europas zum Ausdruck gelangt.“
Die Europäische Revue war das Organ des 1922 von Rohan gegründeten Europäischen Kulturbunds und wurde ab 1933 vom deutschen Außenministerium und von Propagandaminister Joseph Goebbels gelenkt.

## Autoren
Die Zeitschrift versammelte eine große Anzahl prominenter Autoren, wie z. B. (alphabetisch) Leo Baeck, Arnold Bergstraesser, Hans Blüher, Max Hildebert Boehm, Ernesto Grassi, Albrecht Erich Günther, Wenzeslaus von Gleispach, Theodor Heuß, Hugo von Hofmannsthal, Erich von Kahler, Ernst Kahn, Hans Kohn, Thomas Mann, Josef Nadler, Erich Przywara, Rainer Maria Rilke, Carl Schmitt, Reinhold Schneider, Werner Sombart, Gustav Stresemann, Jakob Wassermann und Arnold Zweig.
Auch ausländische Autoren wie Paul Valéry, Winston Churchill, Julius Evola, Aldous Huxley, Herbert George Wells, Arrigo Solmi, José Ortega y Gasset oder Carl Gustav Jung konnten für die „Europäische Revue“ gewonnen werden.

## Politische Ausrichtung
Die Zeitschrift wird zu den politisch konservativen Zeitschriften der Weimarer Republik gezählt. Parteipolitisch blieb die Zeitschrift neutral. Sehr viele ihrer Mitarbeiter kamen aus dem Umfeld der „Jungkonservativen“ dem „Jungdeutschen Orden“, der „Deutschen Staatspartei“, dem „Ring-“ oder dem „Tat-Kreis“. Eine hohe Zahl von Autoren stammte insbesondere aus dem Umfeld des Heidelberger „Instituts für Sozial- und Staatswissenschaften“ von Alfred Weber.
Die Europäische Revue tendierte zu einer Europavision, die von älteren Reichsvorstellungen beeinflusst war und technokratische, ständische und hierarchisch-neoaristokratische Elemente einbezog. Die Paneuropa-Idee von Coudenhove-Kalergi lehnte Rohan „als konstruiert, traditionsfeindlich, unmetaphysisch und rationalistisch“ ab.
Nach der Machtergreifung trat Herausgeber Rohan nach anfänglicher Zurückhaltung Mitte 1933 ins nationalsozialistische Lager über. Nach Außen verdeckt übernahm das Propagandaministerium einen wichtigen Teil der Finanzierung der Zeitschrift. Propagandaminister Goebbels hatte in der Europäischen Revue frühzeitig ein mögliches Instrument zur Propagierung der nationalsozialistischen Europaidee gesehen. Da Rohan in seinem Buch Schicksalsstunde Europas 1936 vor der Gefahr eines neuen Weltkrieges warnte und trotz seiner Nähe zu den Nationalsozialisten einige abweichende Ansichten vertrat, wurde er Ende des Jahres 1936 aus seiner Herausgeberrolle entfernt; die Nationalsozialisten betrachteten ihn als „keineswegs absolut zuverlässig“.
Als verdeckt von der Reichsregierung unterstützte und finanzierte linientreue Zeitschrift konnte die Europäische Revue bis 1944 weiter bestehen, bot aber in dieser Zeit auch Autoren der Inneren Emigration wie Ulrich von Hassell, Theodor Heuss und Dolf Sternberger eine Publikationsmöglichkeit.